# フライペーパー! 史上最低の銀行強盗
『フライペーパー! 史上最低の銀行強盗』（ - しじょうさいていのぎんこうごうとう、Flypaper）は、2011年にアメリカ合衆国で製作された犯罪コメディ映画。
「フライペーパー（Flypaper）」とは「ハエ取り紙」の意味である。

## ストーリー
閉店間際のとある銀行。慌ただしい店内に一人の男が現れる。男はトリップと名乗り、窓口係のケイトリンに対して、大量の小銭を両替してほしいと頼む。彼のおかしな態度に不信感を持つケイトリンだったが、一方のトリップは彼女のことが気にいったのか度々話しかけてくるのだった。するとそこへ、突如銃を持った銀行強盗が多数押し寄せてくる。しかし、よく見ると強盗は二組に分かれており、片やハイテク装備に身を包んだ特殊部隊の様な風貌の三人組、片やラフな格好をしたチンピラ風の二人組であった。両強盗団共に、自分たち以外の強盗団がいる状況が理解できず、動揺を隠しきれずにいると、そこへ銃声が響きわたる。ロビーを見渡すと、なんと客の一人が射殺されていた。これがきっかけで二組の強盗団は相手を威嚇し合い、銀行内は一触即発の状況に陥ってしまう。ただならぬ緊張感が銀行内に広がったその時、トリップが両強盗団に驚くべき提案をする。それは「双方の目的が金庫とATMといった異なる物なのだから、相手の事は気にせず自らの計画に集中すればいい」という突拍子もないものだった。この彼の発言を支持した両強盗団は、自分の計画を完遂することだけに集中するが、奇妙な事件は更におかしな方向へと進んでしまう。

## キャスト
※括弧内は日本語吹替
- トリップ - パトリック・デンプシー（根本泰彦）
- ケイトリン - アシュレイ・ジャッド（唐沢潤）
- ピーナッツ・バター - ティム・ブレイク・ネルソン（多田野曜平）
- ダリエン - メキ・ファイファー（杉村憲司）
- ゲイツ - マット・ライアン（前田一世）
- ゴードン - ジェフリー・タンバー（浦山迅）
- ワインスタイン - ジョン・ヴェンティミリア
- ジェリー - プルイット・テイラー・ヴィンス（田中英樹）
- ミッチェル - カーティス・アームストロング（長谷川俊介）
- レックス - ロブ・ヒューベル（三上哲）
- マッジ - オクタヴィア・スペンサー（桜井ひとみ）